# Anticipation (videojuego)
Anticipation es un videojuego para el Nintendo Entertainment System desarrollado por Rare que fue lanzado en 1988. El modo es de un jugador con jugadores controlados por la computadora o multijugador con soporte para hasta cuatro jugadores.